# Moon Child (computerspel)
Moon Child is een computerspel in het platform-genre voor Windows 95, ontwikkeld door het Nederlandse Team Hoi en uitgebracht door de Nederlandse Valkieser Group in 1997.
De speltitel Moon Child refereert naar het hoofdfiguur, dat van een maan reist naar de planeet Utopia om die te redden van een door een ingeslagen komeet verspreid techno-virus dat de natuur aan het verwoesten is, een door Metin Seven geschreven achtergrondverhaal.

## Amiga-versie
Moon Child was een onofficieel vervolg op het platformspel Hoi voor de Commodore Amiga computer. De ontwikkeling van Moon Child startte in 1993 voor de AGA-generatie (Advanced Graphics Architecture) Amiga computers. Een demo-versie daarvan is indertijd door Team Hoi uitgegeven, waarin het Hoi-karakter als een metgezel van het Moon Child hoofdfiguur fungeert. Dat concept van spelen met twee karakters werd later uit de game verwijderd.
In het voorjaar van 1995 werd een variatie op de Moon Child graphics gemaakt om te fungeren als leader voor een televisieprogramma van de Nederlandse Onderwijs Televisie, genaamd Typisch Techniek. Voor de leader vervaardigde Metin graphics en een klein game-level in de stijl van de Amiga-versie van Moon Child. Programmeur Peter Schaap programmeerde een 'micro-game' met de graphics, zodat Metin de game kon spelen en opnemen als de leader voor Typisch Techniek. In de leader-game kwamen elementen terug uit de verschillende programma-afleveringen.
In Typisch Techniek werd Metin ook geïnterviewd over het ontwikkelen van games, waarbij Hoi te zien is.

## The Games Department
Door herhaaldelijke financiële pech vanwege niet uitbetaalde royalty's voor hun voorgaande games Hoi en Clockwiser waren de Team Hoi leden Reinier van Vliet en Metin Seven gedwongen om de financiën deze keer te waarborgen door in loondienst te gaan bij het Gooise mediabedrijf Valkieser Group. Reinier was inmiddels verhuisd van Alphen aan den Rijn naar Amsterdam, en omdat Valkieser geen fulltime baan kon aanbieden aan Team Hoi's componist Ramon Braumuller werd hij als freelancer ingehuurd.
Reinier en Metin startten in 1995 onder de vleugel van Valkieser een semi-onafhankelijke game development afdeling genaamd The Games Department. De ontwikkeling van Moon Child voor Windows vormde het hoofdproject van The Games Department, naast enkele kleine game-projecten voor reclamedoeleinden. In overleg met het Valkieser management werd Windows als platform gekozen omdat de Amiga indertijd na het faillissement van Commodore in 1994 niet commercieel levensvatbaar genoeg meer werd geacht.

## Ontwikkeling
Team Hoi hanteerde voor Moon Child een indertijd ongebruikelijk hoge beeldschermresolutie van 640 × 480 pixels, in tegenstelling tot de meeste games uit die periode, zoals Rayman en Jazz Jackrabbit, die een lage beeldschermresolutie van 320 × 240 pixels hanteerden. De keuze voor deze resolutie maakte voor Moon Child graphics met een hoog detailniveau mogelijk.
In tegenstelling tot Hoi, de Commodore Amiga voorganger van Moon Child, werd Moon Child niet in Assembly maar in C++ gecodeerd, met gebruikmaking van Microsoft DirectX versie 5. De screen refresh rate van 60 Hz (60 verversingen per seconde) was voor die tijd vloeiend. De Moon Child game-onderdelen (levels, animaties, audio, etcetera) waren data-driven: via configuratiebestanden (tekst en binair) kon de game worden afgestemd.
Voor het sprite management werd een actor-gebaseerd systeem ontwikkeld, waarbij de sprite instances werden gestuurd door een eigen stuk code voor uniek gedrag. Dit had tot gevolg dat de code die een game-karakter aanstuurde los stond van de animatie-code. Een toepassing hiervan was een wandelend bouwhelmpje — bijgenaamd 'Helmut' — in wereld 2 dat grote stukken code met Moon Child zelf deelde, waardoor Helmut Moon Child van platform tot platform springend kon volgen.
Dit alles maakte de technische opbouw van Moon Child een stuk gestructureerder dan de voorganger Hoi.
Team Hoi zette met de finale van Moon Child de traditie uit hun Hoi game voort door opnieuw een volledig abstract deel met speciale effecten te maken.
Metin schreef traditiegetrouw de handleiding van de game, inclusief een beknopt achtergrondverhaal. Moon Child is een groene elf die vanaf de maan van de planeet Utopia wordt gestuurd om Utopia te redden van een 'techno-virus' dat zich vanuit een neergestorte komeet verspreidt en Utopia's fraaie natuurlandschap verandert in een kil landschap van metalen structuren. Het verhaal is een allegorie voor de vorderende destructie van de natuur op aarde ten gunste van menselijke bouwwerken.
Moon Child bevat 3D-cinematics om het achtergrondverhaal van het techno-virus te benadrukken met een intro, bumpers tussen de levels, en een end sequence. De animaties werden geschreven, storyboarded en geregisseerd door Metin, en uitgevoerd in Alias Wavefront op Silicon Graphics systemen door de toenmalige Valkieser 3D-animators Viktor Rietveld en Riccardo Russo. Ramon verzorgde de muziek en sound effects van de 3D-animaties.
Voordat Moon Child werd gepubliceerd, werd door Valkieser Publishing een game-test bedrijf genaamd ST Labs uit het Amerikaanse Seattle ingehuurd, om de speelbaarheid van Moon Child te testen.

## Publicatie
Op 4 oktober 1997 werd Moon Child in Nederland op cd-rom gepubliceerd door Valkieser, terwijl er werd gezocht naar internationale distributeurs. Moon Child kreeg in een recensie van de TV-Krant een waardering van 9 uit 10, en het Moon Child team werd kort voor het verschijnen van de game geïnterviewd in Power Unlimited magazine.

## EMMA Award nominatie
Moon Child werd door Valkieser naar de jury van MIPTV's jaarlijkse Milia-festival te Cannes gestuurd, en werd in september 1997 genomineerd voor een EMMA Award.

## Cinekid en HKU
In oktober 1997 gaven ontwikkelaars Reinier van Vliet en Metin Seven een workshop games maken aan kinderen tijdens het jaarlijkse Cinekid festival in De Balie, Amsterdam. Rond dezelfde periode gaven Reinier en Metin een drukbezocht college en een aansluitende, twee weken durende workshop in games-creatie aan de faculteit Beeld- en Mediatechnologie van de HKU in Hilversum, jaren voordat er een eerste officiële game development opleiding bestond in Nederland.

## Ontslagen
Begin 1997 was de Publishing-afdeling van Valkieser bezig om internationale distributeurs voor Moon Child te vinden. Sony en Fujitsu toonden interesse, ook in de Moon Child game engine. Toen braken er moeilijke tijden aan voor de Valkieser Group. Het medialandschap was aan het veranderen, en Valkieser moest onder meer de financiële tegenslag verwerken van een verliesgevende investering in authoring voor het geflopte Philips Cd-i. Hierdoor was Valkieser genoodzaakt tot een ingrijpende ontslagronde, waarbij nog niet gevestigde afdelingen zoals The Games Department en Valkieser Publishing moesten sneuvelen. Moon Child werd hierdoor nooit internationaal uitgebracht, maar bleek later in het circuit van gekopieerde games wel wereldwijd te zijn verspreid.
Reinier en Metin verplaatsten zich van Valkieser naar het Weespse bedrijf Spin Multimedia, waar ze hun samenwerking voortzetten in hun eigen game development afdeling genaamd Jaytown. Valkieser bleef nog een aantal jaren voortbestaan, en ging later over in het facilitaire bedrijf United.

## Latere Moon Child versies
In 2006 bracht Team Hoi in eigen beheer Moon Child uit voor Windows Mobile / Pocket PC. In 2012 werd de game uitgebracht voor iOS, en in 2018 werd Moon Child ook als gratis game uitgegeven in de macOS App Store.
De originele cd-rom van Moon Child is gratis te downloaden van het Internet Archive, en met behulp van Web Assembly online te spelen in een browser, zie de sectie Externe links.

## Platforms
| Jaar | Platform       |
| ---- | -------------- |
| 1997 | Windows        |
| 2006 | Windows Mobile |
| 2012 | iOS            |
| 2018 | macOS          |

## Ontvangst
| Beoordeeld door | Platform       | Datum         | Score |
| --------------- | -------------- | ------------- | ----- |
| TV-Krant        | Windows        | 1997          | 9/10  |
| Hacksim (Frans) | Windows Mobile | 2006          | 95%   |
| Clickgamer      | Windows Mobile | 2006          | goed  |
| iPhoneclub      | iOS            | februari 2012 | goed  |
| iPadclub        | iOS            | februari 2012 | goed  |
| Zone            | Windows        | oktober 1997  | 68%   |